# آزادراه ام۴۵

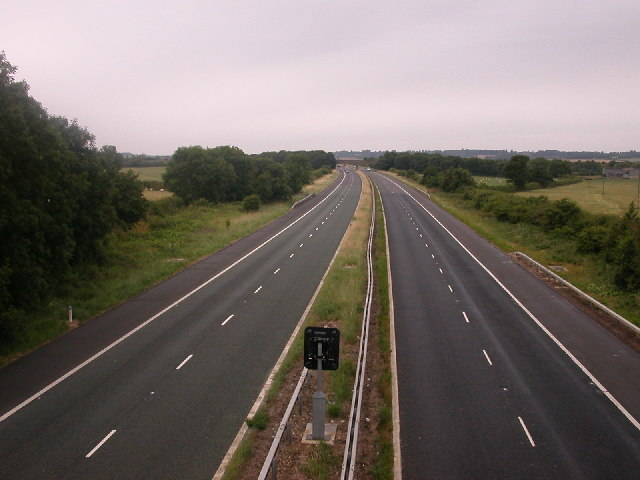
آزادراه ام۴۵

آزادراه ام۴۵ (به انگلیسی: M45 motorway) یک آزادراه در کشور انگلستان است.
این آزادراه که از شهر واتفورد گپ شروع میشود، ۱۲.۷ کیلومتر (۷.۹ مایل) مسافت دارد و از شهرهای راگبی، وارویک‌شایر و کاونتری عبور میکند.